# 胡安·林茲
胡安·何塞·林茲（西班牙語：Juan José Linz，1926年12月24日—2013年10月1日）是一名西班牙社會學家和政治學家，曾經擔任耶魯大學社會學系斯特林教席以及胡安·馬奇基金會榮譽委員。
出生於德國波恩，畢業於馬德里康普頓斯大學，主修政治、法律和經濟。其後前往哥倫比亞大學攻讀博士學位，師從知名比較社會學家西摩·馬丁·利普塞特。
東亞地區亦有不少知名學者是他的學生，如香港中文大學的陳健民和國立臺灣大學的林國明。
1987年，他获得阿斯图里亚斯亲王奖社会科学奖。

## 著作
- Juan J. Linz; Alfred Stepan. . JHU Press. 1996. ISBN 9780801851582 （英语）.
- Juan J. Linz. . Lynne Rienner Publishers. 2000. ISBN 9781555878900 （英语）.
- Juan J. Linz. . Journal of Democracy. 1990, 1 (1). doi:10.1353/jod.1990.0011 （英语）.